# Phalaris peruviana
Phalaris peruviana là một loài thực vật có hoa trong họ Hòa thảo. Loài này được H.Scholz & Gutte miêu tả khoa học đầu tiên năm 1978.